# 小坪
小坪（こつぼ）は、神奈川県逗子市の町名。面積は1.59平方キロメートル（逗子市全域17.34平方キロメートルの約9％）。現行行政地名は小坪一丁目から小坪七丁目。住居表示実施済み区域。

## 地理
逗子市市西端に位置し、西は鎌倉市材木座、北は鎌倉市大町、北東は逗子市久木、南東は逗子市新宿に接し、南西は相模湾に面する。海岸は大崎、飯島崎の2つの小岬で逗子湾（逗子海岸）とも鎌倉湾（材木座海岸）とも隔てられた小湾・小坪湾となっている。もともとの村はこの小湾と、そこから奥に深く切れ込んだ谷戸で、鎌倉とも、現在の逗子市中心部とも尾根筋によって隔てられた土地であった。
幹線道路としては町域北端を神奈川県道311号鎌倉葉山線（旧国道134号線）が鎌倉から名越隧道を通って入り、小坪隧道を通って逗子市久木へ抜ける。また町域中央部東側には近代に大きな切り通しが設けられ、逗子市中心部へと通じる。海岸近くは、飯島崎の小坪海岸トンネル、および飯島崎上の姥子台を越える道の２本によって鎌倉材木座と連絡している。また海岸近くを国道134号の新道（旧湘南道路）が通るが、小坪町内はトンネルと切通し、高架で通過するのみで、通常は車両通行止めのランプ一カ所と、一部私有地への出入口を除き、小坪町内とは接続していない。
海岸に小坪漁港、逗子マリーナがあり、町域北端には名越切通し（国の史跡）や、心霊スポットとしてしばしば取り上げられる小坪隧道（名越隧道）がある。

### 住宅地
小坪湾に面した漁港周辺が古くからの村の中心だが、戦後になり、小坪湾から切れ込む谷戸を囲む山の上が大規模に開発され、新興住宅地となった。さらには小坪湾北西側が埋め立てられ、マンションの立ち並ぶ逗子マリーナ地区となっている。

### 地価
住宅地の地価は、2023年（令和5年）1月1日の公示地価によれば、小坪1-17-10の地点で14万1000円/m2となっている。

## 歴史
町域南部の披露山（山頂を含む東側は、現在、逗子市新宿に属する）から、縄文時代や弥生時代の土器片、遺跡などが発掘されている。
律令時代に入ると、畿内から常陸国に至る古東海道が開かれた。足柄峠から相模国に入った古東海道は、鎌倉から姥子台を越えて小坪に入り、さらに披露山を越えて現在の逗子市中心部を通り、三浦半島を横断して横須賀市の走水から海路で房総半島に渡ったものと考えられている。ただし、律令時代の官道は後の街道より広く直線的に建設されたと考えられており、旧小坪路と称される、現在も所々に残る細く曲がりくねった山道が古東海道の一部であったかどうかは異論が残る。
下って治承4年（1180年）の源頼朝の挙兵に際し、当時三浦半島に勢力を持っていた三浦氏の三浦義明、義澄親子は源氏方に付くが、緒戦の石橋山の戦いには大雨のために合流できず、三浦に引き返すところ、平家方の畠山重忠と遭遇し、8月24日、この地で合戦となった。畠山勢が由比ヶ浜に、三浦勢が小坪峠に陣を敷いたこの合戦を、小坪合戦、または小壺坂合戦と称する。
一方、小坪北端の、現在の県道311号鎌倉葉山線上の尾根を越える道は名越坂（名越路）と呼ばれ、治承元年（1177年）、当時、伊豆国蛭ヶ小島に流されていた源頼朝が、三浦氏を訪ねる際にも通ったと言われる。もともとは通行の難所であるところから「難越」と呼ばれたことが地名の由来と言われる名越路には、鎌倉時代に三浦半島方面への交通路として、後に鎌倉七口の一つに数えられる名越切通が尾根上に開かれた。
鎌倉時代には、『吾妻鏡』中に、鎌倉の四境として東六浦、南小壺、西稲村、北山内と記されており、小坪は鎌倉の南境とされていたことが判る。鎌倉の外れの小村として、幕府を開く前の寿永元年（1182年）には、一時、頼朝が正室の政子に隠れて、愛妾の亀の前を住まわせていたこともあったという。
貞永元年（1232年）には、飯島崎鎌倉側に貿易港である和賀江島が築港され、一方で小坪は鎌倉に魚介類を供給する漁港として発展することになる。小坪には伊勢・志摩の商人や海女も移住し、その名残は旧小坪村の中心であった湾沿いの4地区（南町・伊勢町・中里・西町）の地名の中にもうかがえる。1250年頃には魚介類を扱う魚座（いおざ）が開設されていたとされ、以後、江戸から近代に至るまで、漁港として栄えた。天皇の祭儀として現在毎年11月23日に行われている新嘗祭には、いつ頃からは定かではないが、小坪で採取される海松（ミル）が献上されている。
また、小坪湾と逗子海岸を隔てる大崎上の披露山（ひろやま）は、鎌倉時代、将軍への献上物を披露する場所であったとも、あるいはそれを担当する役人の在所であったとも言われる。
戦国時代初期には、伊豆・小田原を本拠に相模国制圧に乗り出した北条早雲が、鎌倉時代初期までの三浦氏の傍流で相模国の豪族となっていた相模三浦氏を攻め、永正9年（1512年）8月、当主の三浦義同（道寸）は本拠の岡崎城（現伊勢原市）を落とされた後、小坪の住吉城に籠もる。しかし住吉城も早々に落とされ、三浦義同は新井城（または三崎城、現三浦市）に逃れ、3年の篭城戦の後に滅ぼされた。
住吉城址は逗子マリーナ背後の飯島崎の山上にあり、現在は住吉神社となって、砦の遺構と思われるものは残っていない。相模三浦氏の砦以前に、鎌倉幕府により鎌倉と三浦半島との間の防衛拠点として築かれていたと言われ、また、先述の治承年間の小坪合戦時に三浦勢が陣を敷いたのもこの近辺と考えられることから、鎌倉時代以前から既に砦の原型は存在していた可能性もある。
天正18年（1590年）に後北条氏が滅亡すると徳川氏所領となり、江戸時代末期には天領（幕府直轄地）となった。
近世には披露山を越えて東側の逗子湾沿岸一帯（逗子海岸）も、田越川河口に至るまでが小坪とされ、披露山を境に西小坪、東小坪と称されたが、昭和18年（1943年）、東小坪が新宿として独立した。
近代に至るまで、現在の漁港がある小坪の中心地とそこから伸びる谷戸は、逗子方面からも鎌倉方面からも、急峻な山道を越えなければ入れない集落であった。しかし明治に入ると、1883年（明治16年）に三浦半島を下る浦賀道に作られた最初のトンネルとして、村の北端部、旧名越路の峠の下に名越隧道、小坪隧道の2つが地元有志の働きにより開削された。1889年（明治22年）には、小坪村は北東側の6村（桜山村、逗子村、山野根村、沼間村、池子村、久木村）と合併して田越村となり、これが現在の逗子市の前身となった。
鎌倉方面へは、江戸時代に小坪－飯島間の岬の絶壁中段に小道が拓かれたが、近代になり姥子台と材木座を隔てる扇山上に切り通しが作られ山越えの道が整備され、さらに1913年（大正2年）には扇山下に小坪隧道（北部の浦賀道のトンネルと同名）が開通した。
1923年（大正12年）9月1日に発生した関東大震災では、揺れによる家屋の倒壊だけでなく、沿岸部では津波による大きな被害を受けた。西坂勝人「神奈川縣下の大震火災と警察」(1926年）では、小坪地区のみで行方不明者5名、漁船の流失51隻の被害があったとしており、また、1985年の神奈川県の資料では、この地区を襲った津波の高さは6.8mから7.7mとしている。
1928年（昭和3年）には、東側に切れ込む大谷戸突き当りから久木方面に「小坪切り通し」が開削され、現在の逗子市中心部との交通の便は飛躍的に向上した。
第二次世界大戦時には、披露山山頂に海軍の「小坪高角砲台」が作られた。その後、砲台のある山頂部分は「新宿」として小坪より分離したが、山頂付近は1958年（昭和33年）に披露山公園として整備・開放され、高射砲（高角砲）の円形の台座跡は花壇や展望台、猿の檻となり、監視所跡にはレストハウスが建てられた(披露山公園を参照)。
また大戦末期の1944年（昭和19年）2月には、上陸作戦阻止のため、同じく海軍によって飯島崎崖面に横穴が掘られ、十五糎加農砲（砲種未詳）2門を備えた「西小坪砲台」が作られた。
終戦直後の1945年（昭和20年）10月20日、西小坪砲台に残されていた弾薬の爆発事故があり、壕内にいた子供14名が死亡、23名が負傷するという惨事となった。その後事故現場近くには慰霊の地蔵尊が据えられた。この事故をもとに、「砲台に消えた子どもたち」（野村昇司・著、あすなろ書房刊、1978年）という児童書も出版されている。
戦後、高度経済成長期に入ると、谷戸を囲む山々の上が削られ、住宅地が作られ始めた。1964年（昭和39年）に亀が岡団地、光明寺団地、1968年（昭和43年）には南が丘団地と、現在も高級住宅地として有名なTBS披露山庭園住宅の造成が始まる。また1967年（昭和42年）には小坪湾の飯島側の大々的な埋立工事が開始され、現在の逗子マリーナ地区が作られた。

### 事故
2020年4月、小坪4丁目の海岸沿いで土砂崩れがあり、宝飾品大手ミキモトの元社長の春日豊彦が巻き込まれて死亡した。

### 地名の由来
鎌倉時代の史料「吾妻鏡」には「小坪」「小窪」「小壺」の3種の表記があり、いずれにせよ、周辺から隔絶した小さな土地（湾）であったことが、地名の由来であったと考えられている。

## 小坪の祭

### みかん投げ
毎年1月2日、小坪漁港にある八大龍王社の祭事として、漁港で行われる。一年の豊漁と海上安全を祈願し、龍宮に奉納したみかんを漁協前で、また漁船から浜に投げる。

### 天王祭（夏祭り）
小坪天王社（須賀神社）の祭礼で、7月上旬に行われる。漁港に面したもともとの小坪の中心である4町（南町、伊勢町、中里町、西町）が年ごとに順番で祭りの行事にあたる。祭礼時にはそれぞれの町の山車が出て町内を練り歩き、最終的には漁港前にすべての山車が集合して祭囃子を競う。現在では4町の山車に加え、東谷戸、西谷戸の山車も参加している。また、普段は天王社に安置されている神輿は、四方を「子若衆」「若衆」「壮年」「老年」の4組が警護、伝統的な天王唄に合わせて担ぐ。

### 三十三年大祭
小坪天王社（須賀神社）と葉山町森戸の森山神社が一緒に33年ごとに行う（実際には祭のある年を１年と数えるので32年ごと）。小坪天王社の祭神・須佐之男命と森山神社の奇稲田姫命とは夫婦神であり、大祭はその伉儷（夫婦）の儀式として行われるもの。小坪天王社の須佐之男命が神輿で森山神社に渡御し、かつては7日間、明治以降は3日間を森山神社で過ごす。最近では1996年（平成8年）9月に行われ、次回は2028年。

## 世帯数と人口
2021年（令和3年）10月1日現在（逗子市発表）の世帯数と人口は以下の通りである。
| 丁目       | 世帯数    | 人口    |
| ---------- | --------- | ------- |
| 小坪一丁目 | 1,105世帯 | 2,594人 |
| 小坪二丁目 | 502世帯   | 1,198人 |
| 小坪三丁目 | 373世帯   | 730人   |
| 小坪四丁目 | 268世帯   | 564人   |
| 小坪五丁目 | 408世帯   | 744人   |
| 小坪六丁目 | 389世帯   | 833人   |
| 小坪七丁目 | 471世帯   | 1,086人 |
| 計         | 3,516世帯 | 7,749人 |

### 人口の変遷
国勢調査による人口の推移。
| 年                 | 人口  |
| ------------------ | ----- |
| 1995年（平成7年）  | 8,418 |
| 2000年（平成12年） | 8,472 |
| 2005年（平成17年） | 8,354 |
| 2010年（平成22年） | 8,327 |
| 2015年（平成27年） | 8,097 |
| 2020年（令和2年）  | 7,803 |

### 世帯数の変遷
国勢調査による世帯数の推移。
| 年                 | 世帯数 |
| ------------------ | ------ |
| 1995年（平成7年）  | 2,999  |
| 2000年（平成12年） | 3,263  |
| 2005年（平成17年） | 3,365  |
| 2010年（平成22年） | 3,490  |
| 2015年（平成27年） | 3,499  |
| 2020年（令和2年）  | 3,502  |

## 学区
市立小・中学校に通う場合、学区は以下の通りとなる（2023年2月時点）。
| 丁目       | 番地 | 小学校             | 中学校             |
| ---------- | ---- | ------------------ | ------------------ |
| 小坪一丁目 | 全域 | 逗子市立小坪小学校 | 逗子市立久木中学校 |
| 小坪二丁目 | 全域 | 逗子市立小坪小学校 | 逗子市立久木中学校 |
| 小坪三丁目 | 全域 | 逗子市立小坪小学校 | 逗子市立久木中学校 |
| 小坪四丁目 | 全域 | 逗子市立小坪小学校 | 逗子市立久木中学校 |
| 小坪五丁目 | 全域 | 逗子市立小坪小学校 | 逗子市立久木中学校 |
| 小坪六丁目 | 全域 | 逗子市立小坪小学校 | 逗子市立久木中学校 |
| 小坪七丁目 | 全域 | 逗子市立小坪小学校 | 逗子市立久木中学校 |

## 事業所
2021年（令和3年）現在の経済センサス調査による事業所数と従業員数は以下の通りである。
| 丁目       | 事業所数  | 従業員数 |
| ---------- | --------- | -------- |
| 小坪一丁目 | 34事業所  | 129人    |
| 小坪二丁目 | 28事業所  | 63人     |
| 小坪三丁目 | 24事業所  | 228人    |
| 小坪四丁目 | 16事業所  | 115人    |
| 小坪五丁目 | 49事業所  | 741人    |
| 小坪六丁目 | 16事業所  | 40人     |
| 小坪七丁目 | 18事業所  | 177人    |
| 計         | 185事業所 | 1,493人  |

### 事業者数の変遷
経済センサスによる事業所数の推移。
| 年                 | 事業者数 |
| ------------------ | -------- |
| 2016年（平成28年） | 153      |
| 2021年（令和3年）  | 185      |

### 従業員数の変遷
経済センサスによる従業員数の推移。
| 年                 | 従業員数 |
| ------------------ | -------- |
| 2016年（平成28年） | 1,172    |
| 2021年（令和3年）  | 1,493    |

## 施設

### 公共
- 小坪小学校区コミュニティセンター（旧小坪公民館）
- 小坪保育園
- 消防小坪分署
- 逗子小坪郵便局

### 公園
- 大崎公園
- 小坪飯島公園
- 小坪海浜公園

### 教育
- 逗子市立小坪小学校

### 神社仏閣
- 正覚寺
- 海前寺
- 小坪寺
- 仏乗院
- 子育地蔵尊
- 小坪天王社（須賀神社）
- 子之神社
- 神明神社
- 一之宮神社
- 八幡宮
- 天照大神社
- 諏訪神社
- 小坂天王社
- 八大龍王神社
- 白鬚神社
- 住吉神社

### 史跡
- 名越切通（国指定史跡）・まんだら堂やぐら群
- 和賀江嶋（国指定史跡）
- 住吉城址
- 六角ノ井（鎌倉十井の一つ）

## 出身・ゆかりのある人物
- 春日豊彦（ミキモト社長）[14]
- 堤徳三（堤商事代表） - 別宅は小坪。

## その他

### 日本郵便
- 郵便番号 : 249-0008[3]（集配局 : 逗子郵便局[26]）。

## 参考資料
- 内田武雄、「逗子懐古--伝統と歴史の狭間で」、手帳の会、1984年
- 逗子市教育研究所「わたしたちの逗子」（2000年版）
- 神奈川県水総研メルマガ　VOL.021 2003-11-28
- 逗子市役所HP「市の歴史」
- 「衣笠庄 小坪村」『大日本地誌大系』 第40巻新編相模国風土記稿5巻之108村里部三浦郡巻之2、雄山閣、1932年8月。NDLJP:1179240/113。